# Koronafürt-magrágómoly
A koronafürt-magrágómoly (Grapholita coronillana) a valódi lepkék (Glossata) alrendjébe tartozó sodrómolyfélék (Tortricidae) családjának egyik, hazánkban is honos faja.

## Elterjedése, élőhelye
Nyugat-palearktikus faj, amely Közép-Európától egészen Mongóliáig terjedt el.

## Megjelenése
Kis termetű, fekete lepke, aminek a szárnyát jellegzetes fehér minták élénkítik. A szárnyfesztávolsága 9–12 mm.

## Életmódja
Évente egy elhúzódó nemzedéke repül. Hernyóinak tápnövénye a tarka koronafürt (Coronilla varia).